# Amina Ngafassia
 (août 2025).

Amina Ngafassia est une serie télévisé tchadienne, produit en mars 2016 par Richardon Productions et Patou Films International Avec la participation de TV5MONDE. Elle aborde la question du mariage forcé, qui met en danger la vie des jeunes filles tchadiennes sur les plans économique et social.

## Synopsis
La série commence avec l'histoire de GOLONGA, un jeune homme tchadien issu d'une famille aisée, qui veut épouser Amina Ngafasssia, sa cousine revenue d'Europe avec ses parents.
Cependant Amina de son côté garde l'amour de son ami d'enfance, Mbailaou, devenu journaliste.
Mais, les parents d'Amina vont la soumettre à une sorte de torture pour qu'elle accepte cette union avec Golonga et qu'elle écourte ses études à cause de ce mariage.
Enfin malgré ce mariage forcé, Amina Ngafassia va fuir plus tard son époux Golonga pour rejoindre son amant, Mbailaou. Son acte est décrié par les deux familles.

## Fiche technique
- Réalisateur : Richardon YONOUDJIM NGALTAM

- Chef Opérateur : Hilaire Taha

- Montage : Photine Carpentier

- Production : Richardon Productions & Patou Films International / Avec la participation de TV5MONDE

- Distribution : Patou Films International

## Distribution

### Acteurs et actrices principaux
- Josiane Mamadou : Amina

- Benjamin Djimanko : Golonga

- Jonathan Ndoubainguerassem :

Mbailao